# Metamorphosis (манґа)
Metamorphosis (яп. 変身, Henshin); також Emergence — хентай-манґа, що написана американо-японським манґакою Shindo L. Публікувалася у 2013—2016 роках у Comic X-Eros. Популяризувалася завдяки похмурому та депресивному сюжету та стала інтернет-мемом.

## Сюжет
Сакі Йошіда (吉田咲), учениця першого курсу старшої школи, яка не має соціального життя. Вона вирішує змінитися після закінчення середньої школи, зробивши макіяж.
У свій перший день у середній школі вона знаходить двох друзів і проводить з ними час після школи. Розлучившись, вона йде до місцевого магазину, де зустрічає чоловіка, який робить комплімент її зовнішності та запрошує її в караоке-бокс. У караоке-боксі він дає Сакі алкоголь і MDMA і займається з нею сексом, бреше їй, що робить це лише тому, що любить її. Після цього він пише номер свого мобільного на її телефоні. Повертаючись додому після повернення до тями, вона отримує повідомлення від чоловіка, в якому повідомляється, що його ім'я Хаято. Вони починають зустрічатися, після чого вона швидко стає залежною від сексу під дією наркотиків.

## Видання
Манґа Metamorphosis спочатку виходила у японському журналі Comic X-Eros з 26 липня 2013 по 26 березня 2016. Пізніше глави були зібрані в один танкобон, що вийшов 31 травня 2016. Англійською мовою манґа була опублікована 27 жовтня 2016 в цифровому форматі на вебсайті FAKKU, а у лютому 2017 вийшла друкована версія. На Anime Expo у 2022 році було анонсовано вихід видання у твердій обкладинці у грудні.

## Сприйняття
Оглядачі описали манґу Metamorphosis як «глибоко депресивну та тривожну для читання», однак при цьому оцінили сюжетну лінію. Редактори вебсайту «Manga sanctuary» розкритикували сцени сексу, відмітивши, що вони «не несуть ніякого змісту для сюжету», а також відмітили відсутність у роботи якогось основного посилу чи моралі.